# Rochester (Washington)
Rochester (korábban Key) az Amerikai Egyesült Államok északnyugati részén, Washington állam Thurston megyéjében elhelyezkedő statisztikai település. A 2010. évi népszámlálási adatok alapján 2388 lakosa van.
A település nevét az Indiana állambeli Rochesterről kapta.
A helység iskoláinak fenntartója a Rochesteri Tankerület.

## Népesség
A település népességének változása:
| Lakosok száma | 1829 | 2388 | 6064 |
|               | 2000 | 2010 | 2020 |